# Corynoppia foliata
Corynoppia foliata är en kvalsterart som först beskrevs av Mihelcic 1957.  Corynoppia foliata ingår i släktet Corynoppia och familjen Oppiidae. Inga underarter finns listade i Catalogue of Life.